# Europsko prvenstvo u rukometu – Austrija, Norveška i Švedska 2020.
Četrnaesto europsko prvenstvo u rukometu održavalo se u Švedskoj, Austriji i Norveškoj i to je prvi put da prvenstvo organizira više od jedne države.
Švedska, Austrija i Norveška dobile su domaćinstvo na sjednici Europske rukometne federacije održanoj u Dublinu 20. rujna 2014. godine.

## Dvorane
| Švedska                             | Švedska                          | Švedska                             |
| ----------------------------------- | -------------------------------- | ----------------------------------- |
| Stockholm                           | Malmö                            | Göteborg                            |
| Tele2 Arena Kapacitet: 24 000       | Malmö Arena Kapacitet: 14 000    | Scandinavium Kapacitet: 12 000      |
|                                     |                                  |                                     |
| Austrija                            | Austrija                         | Norveška                            |
| Wien                                | Graz                             | Trondheim                           |
| Wiener Stadthalle Kapacitet: 12 000 | Stadthalle Graz Kapacitet: 6 000 | Trondheim Spektrum Kapacitet: 8 000 |
|                                     |                                  |                                     |

## Kvalificirane momčadi
| Država              | Kvalificirala se kao | Nadnevak kvalifikacije | Prijašnji nastupi                                                                              |
| ------------------- | -------------------- | ---------------------- | ---------------------------------------------------------------------------------------------- |
| Austrija            | domaćin              | 20. rujna 2014.        | 3 (2010., 2014., 2018.)                                                                        |
| Norveška            | domaćin              | 20. rujna 2014.        | 8 (2000., 2006., 2008., 2010., 2012., 2014., 2016., 2018.)                                     |
| Švedska             | domaćin              | 20. rujna 2014.        | 12 (1994., 1996., 1998., 2000., 2002., 2004., 2008., 2010., 2012., 2014., 2016., 2018.)        |
| Španjolska          | europski prvak       | 26. siječnja 2018.     | 13 (1994., 1996., 1998., 2000., 2002., 2004., 2006., 2008., 2010., 2012, 2014., 2016., 2018.)  |
| Njemačka            | Skupina 1            | 13. travnja 2019.      | 12 (1994., 1996., 1998., 2000., 2002., 2004., 2006., 2008., 2010., 2012., 2016., 2018.)        |
| Slovenija           | Skupina 4            | 14. travnja 2019.      | 11 (1994., 1996., 2000., 2002., 2004., 2006., 2008., 2010., 2012., 2016., 2018.)               |
| Hrvatska            | Skupina 2            | 14. travnja 2019.      | 13 (1994., 1996., 1998., 2000., 2002., 2004., 2006., 2008., 2010., 2012., 2014., 2016., 2018.) |
| Sjeverna Makedonija | Skupina 3            | 12. lipnja 2019.       | 5 (1998., 2012., 2014., 2016., 2018)                                                           |
| Danska              | Skupina 8            | 12. lipnja 2019.       | 12 (1994., 1996., 2000., 2002., 2004., 2006., 2008., 2010., 2012., 2014., 2016., 2018.)        |
| Mađarska            | Skupina 7            | 12. lipnja 2019.       | 11 (1994., 1996., 1998., 2004., 2006., 2008., 2010., 2012., 2014., 2016., 2018.)               |
| Latvija             | Skupina 4            | 12. lipnja 2019.       | 0 (debi, prvi nastup)                                                                          |
| Portugal            | Skupina 6            | 13. lipnja 2019.       | 5 (1994., 2000., 2002., 2004., 2006.)                                                          |
| Francuska           | Skupina 6            | 13. lipnja 2019.       | 13 (1994., 1996., 1998., 2000., 2002., 2004., 2006., 2008., 2010., 2012., 2014., 2016., 2018.) |
| Rusija              | Skupina 7            | 13. lipnja 2019.       | 12 (1994., 1996., 1998., 2000., 2002., 2004., 2006., 2008., 2010., 2012., 2014, 2016.)         |
| Češka               | Skupina 5            | 13. lipnja 2019.       | 9 (1996., 1998., 2002., 2004., 2008., 2010., 2012., 2014., 2018.)                              |
| Bjelorusija         | Skupina 5            | 13. lipnja 2019.       | 5 (1994., 2008., 2014., 2016 , 2018.)                                                          |
| Poljska             | Skupina 1            | 16. lipnja 2019.       | 8 (2002., 2004., 2006., 2008., 2010., 2012., 2014., 2016.)                                     |
| Švicarska           | Skupina 2            | 16. lipnja 2019.       | 3 (2002., 2004., 2006.)                                                                        |
| Island              | Skupina 3            | 16. lipnja 2019.       | 10 (2000., 2002., 2004., 2006., 2008., 2010., 2012., 2014., 2016., 2018.)                      |
| Crna Gora           | Skupina 8            | 16. lipnja 2019.       | 4 (2008., 2014., 2016., 2018.)                                                                 |
| Srbija              | Skupina 2, 3. mjesto | 16. lipnja 2019.       | 5 (2010., 2012, 2014., 2016., 2018.)                                                           |
| Bosna i Hercegovina | Skupina 5, 3. mjesto | 16. lipnja 2019.       | 0 (debi, prvi nastup)                                                                          |
| Nizozemska          | Skupina 4, 3. mjesto | 16. lipnja 2019.       | 0 (debi, prvi nastup)                                                                          |
| Ukrajina            | Skupina 8, 3. mjesto | 16. lipnja 2019.       | 5 (2000., 2002., 2004., 2006., 2010.)                                                          |

## Ždrijeb
Ždrijeb se održao 29. lipnja 2019.
| Jakosna skupina 1                                              | Jakosna skupina 2                                                                | Jakosna skupina 3                                                | Jakosna skupina 4                                                         |
| -------------------------------------------------------------- | -------------------------------------------------------------------------------- | ---------------------------------------------------------------- | ------------------------------------------------------------------------- |
| - Španjolska - Švedska - Francuska - Danska - Hrvatska - Češka | - Norveška - Slovenija - Njemačka - Sjeverna Makedonija - Mađarska - Bjelorusija | - Austrija - Island - Crna Gora - Portugal - Švicarska - Latvija | - Poljska - Rusija - Srbija - Ukrajina - Bosna i Hercegovina - Nizozemska |

## Sudci
21. kolovoza 2019. EHF je odjavio imena dvadeset i troje sudačkih dvojaca. 27. prosinca 2019. zamijenio je srbijanski sudački par Nenada Nikolića i Dušana Stojkovića latvijskim sudačkim parom Zigmārsom Sondorsom i Renārsom Līcisom, jer se Nikolić ozlijedio krajem listopada.
| Država              | Sudci                            | Država     | Sudci                            | Država     | Sudci                                   |
| ------------------- | -------------------------------- | ---------- | -------------------------------- | ---------- | --------------------------------------- |
| Austrija            | Radojko Brkić Andrej Jusufhodžić | Češka      | Václav Horáček Jiří Novotný      | Crna Gora  | Ivan Pavićević Miloš Ražnatović         |
| Danska              | Jepser Madsen Henrik Mortensen   | Danska     | Martin Gjeding Mads Hansen       | Francuska  | Charlotte Bonaventura Julie Bonaventura |
| Francuska           | Stevann Pichon Laurent Revert    | Hrvatska   | Dalibor Jurinović Marko Mrvica   | Hrvatska   | Matija Gubica Boris Milošević           |
| Island              | Jónas Elíasson Anton Palsson     | Latvija    | Zigmārs Sondors Renārs Līcis     | Litva      | Vaidas Mažeika Mindaugas Gatelis        |
| Sjeverna Makedonija | Đorđi Načevski Slave Nikolov     | Njemačka   | Robert Schulze Tobias Tönnies    | Njemačka   | Lars Geipel Marcus Helbig               |
| Norveška            | Lars Jørum Håvard Kleven         | Portugal   | Duarte Santos Ricardo Fonseca    | Slovačka   | Michal Baďura Jaroslav Ondogrecula      |
| Slovenija           | Bojan Lah David Sok              | Španjolska | Andreu Marín Ignacio García      | Španjolska | Óscar Raluy Ángel Sabroso               |
| Srbija              | Nenad Nikolić Dušan Stojković    | Švedska    | Mirza Kurtagic Mattias Wetterwik | Švicarska  | Arthur Brunner Morad Salah              |

## Natjecanje po skupinama (prvi krug)

### Skupina A
|  | Plasman u drugi krug |
|  | Izbacivanje          |

|    | Reprezentacija | Bod. | Ut. | Pob. | N. | Por. | Pos. | Pri. | RP  |
| -- | -------------- | ---- | --- | ---- | -- | ---- | ---- | ---- | --- |
| 1. | Hrvatska       | 6    | 3   | 3    | 0  | 0    | 82   | 65   | 17  |
| 2. | Bjelorusija    | 4    | 3   | 2    | 0  | 1    | 94   | 88   | 6   |
| 3. | Crna Gora      | 2    | 3   | 1    | 0  | 2    | 70   | 84   | -14 |
| 4. | Srbija         | 0    | 3   | 0    | 0  | 3    | 72   | 81   | -9  |

| 9. siječnja 2020. 18:15 | Bjelorusija | 35:30     | Srbija        | Stadthalle Graz, Graz Gledatelji: 3 806 Suci: Duatre Santos, Ricardo Fonseca Portugal |
| 9. siječnja 2020. 18:15 | Karalek 9   | (16:15)   | Radivojević 6 | Stadthalle Graz, Graz Gledatelji: 3 806 Suci: Duatre Santos, Ricardo Fonseca Portugal |
| 9. siječnja 2020. 18:15 | 9× 1×       | Izvještaj | 3× 2×         | Stadthalle Graz, Graz Gledatelji: 3 806 Suci: Duatre Santos, Ricardo Fonseca Portugal |

| 9. siječnja 2020. 20:30 | Hrvatska  | 27:21     | Crna Gora | Stadthalle Graz, Graz Gledatelji: 5 630 Suci: Arthur Brunner, Morad Salah Švicarska |
| 9. siječnja 2020. 20:30 | Cindrić 6 | (12:13)   | Grbović 6 | Stadthalle Graz, Graz Gledatelji: 5 630 Suci: Arthur Brunner, Morad Salah Švicarska |
| 9. siječnja 2020. 20:30 | 2×        | Izvještaj | 7× 2×     | Stadthalle Graz, Graz Gledatelji: 5 630 Suci: Arthur Brunner, Morad Salah Švicarska |

| 11. siječnja 2020. 16:00 | Hrvatska  | 31:23     | Bjelorusija | Stadthalle Graz, Graz Gledatelji: 6 000 Suci: Charlotte Bonaventura, Julie Bonaventra Francuska |
| 11. siječnja 2020. 16:00 | Karačić 6 | (15:10)   | Vailupau 8  | Stadthalle Graz, Graz Gledatelji: 6 000 Suci: Charlotte Bonaventura, Julie Bonaventra Francuska |
| 11. siječnja 2020. 16:00 | 4×        | Izvještaj | 5× 1×       | Stadthalle Graz, Graz Gledatelji: 6 000 Suci: Charlotte Bonaventura, Julie Bonaventra Francuska |

| 11. siječnja 2020. 18:15 | Crna Gora | 22:21     | Srbija  | Stadthalle Graz, Graz Gledatelji: 5 500 Suci: Jesper Madsen, Henrik Mortensen Danska |
| 11. siječnja 2020. 18:15 | Grbović 5 | (11:10)   | Kukić 6 | Stadthalle Graz, Graz Gledatelji: 5 500 Suci: Jesper Madsen, Henrik Mortensen Danska |
| 11. siječnja 2020. 18:15 | 7× 2×     | Izvještaj | 4× 1×   | Stadthalle Graz, Graz Gledatelji: 5 500 Suci: Jesper Madsen, Henrik Mortensen Danska |

| 13. siječnja 2020. 18:15 | Crna Gora  | 27:36     | Bjelorusija | Stadthalle Graz, Graz Gledatelji: 5 000 Suci: Jorum, Kleven Norveška |
| 13. siječnja 2020. 18:15 | Lipovina 5 | (11:17)   | Vailupau 7  | Stadthalle Graz, Graz Gledatelji: 5 000 Suci: Jorum, Kleven Norveška |
| 13. siječnja 2020. 18:15 | 2× 1×      | Izvještaj | 3× 1×       | Stadthalle Graz, Graz Gledatelji: 5 000 Suci: Jorum, Kleven Norveška |

| 13. siječnja 2020. 20:30 | Srbija               | 21:24     | Hrvatska             | Stadthalle Graz, Graz Gledatelji: 6 500 Suci: Kurtagic, Wettewik Švedska |
| 13. siječnja 2020. 20:30 | Kukić, Radivojević 4 | (10:8)    | Duvnjak, Stepančić 5 | Stadthalle Graz, Graz Gledatelji: 6 500 Suci: Kurtagic, Wettewik Švedska |
| 13. siječnja 2020. 20:30 | 4× 1×                | Izvještaj | 5× 2×                | Stadthalle Graz, Graz Gledatelji: 6 500 Suci: Kurtagic, Wettewik Švedska |

### Skupina B
|  | Plasman u drugi krug |
|  | Izbacivanje          |

|    | Reprezentacija      | Bod. | Ut. | Pob. | N. | Por. | Pos. | Pri. | RP  |
| -- | ------------------- | ---- | --- | ---- | -- | ---- | ---- | ---- | --- |
| 1. | Austrija            | 6    | 3   | 3    | 0  | 0    | 98   | 87   | +11 |
| 2. | Češka               | 4    | 3   | 2    | 0  | 1    | 79   | 76   | +3  |
| 3. | Sjeverna Makedonija | 2    | 3   | 1    | 0  | 2    | 79   | 84   | -5  |
| 4. | Ukrajina            | 0    | 3   | 0    | 0  | 3    | 74   | 83   | -9  |

| 10. siječnja 2020. 18:15 | Češka    | 29:32     | Austrija | Wiener Stadthalle, Beč Gledatelji: 7 070 Suci: Jónas Elíasson, Anton Palsson Island |
| 10. siječnja 2020. 18:15 | Hrstka 6 | (14:13)   | Bilyk 12 | Wiener Stadthalle, Beč Gledatelji: 7 070 Suci: Jónas Elíasson, Anton Palsson Island |
| 10. siječnja 2020. 18:15 | 3×       | Izvještaj | 5× 1×    | Wiener Stadthalle, Beč Gledatelji: 7 070 Suci: Jónas Elíasson, Anton Palsson Island |

| 10. siječnja 2020. 20:30 | Sjeverna Makedonija | 26:25     | Ukrajina    | Wiener Stadthalle, Beč Gledatelji: 7 070 Suci: Jørum, Kleven Norveška |
| 10. siječnja 2020. 20:30 | Lazarov 8           | (13:10)   | Ostrouško 5 | Wiener Stadthalle, Beč Gledatelji: 7 070 Suci: Jørum, Kleven Norveška |
| 10. siječnja 2020. 20:30 | 3× 1×               | Izvještaj | 7× 1×       | Wiener Stadthalle, Beč Gledatelji: 7 070 Suci: Jørum, Kleven Norveška |

| 12. siječnja 2020. 16:00 | Češka      | 27:25     | Sjeverna Makedonija | Wiener Stadthalle, Beč Gledatelji: 6 642 Suci: Kurtagić, Wetterwik Švedska |
| 12. siječnja 2020. 16:00 | Kašpárek 7 | (9:11)    | Lazarov 11          | Wiener Stadthalle, Beč Gledatelji: 6 642 Suci: Kurtagić, Wetterwik Švedska |
| 12. siječnja 2020. 16:00 | 6× 1×      | Izvještaj |                     | Wiener Stadthalle, Beč Gledatelji: 6 642 Suci: Kurtagić, Wetterwik Švedska |

| 12. siječnja 2020. 18:15 | Austrija | 34:30     | Ukrajina    | Wiener Stadthalle, Beč Gledatelji: 7 078 Suci: Bonaventura, Bonaventura Francuska |
| 12. siječnja 2020. 18:15 | Bilyk 10 | (18:17)   | Kozakevič 7 | Wiener Stadthalle, Beč Gledatelji: 7 078 Suci: Bonaventura, Bonaventura Francuska |
| 12. siječnja 2020. 18:15 | 3× 1×    | Izvještaj | 4×          | Wiener Stadthalle, Beč Gledatelji: 7 078 Suci: Bonaventura, Bonaventura Francuska |

| 14. siječnja 2020. 18:15 | Austrija | 32:28     | Sjeverna Makedonija | Wiener Stadthalle, Beč Gledatelji: 7 623 Suci: Lah, Soh Slovenija |
| 14. siječnja 2020. 18:15 | Weber 7  | (18:12)   | Stoilov 5           | Wiener Stadthalle, Beč Gledatelji: 7 623 Suci: Lah, Soh Slovenija |
| 14. siječnja 2020. 18:15 | 4× 2×    | Izvještaj | 3×                  | Wiener Stadthalle, Beč Gledatelji: 7 623 Suci: Lah, Soh Slovenija |

| 14. siječnja 2020. 20:30 | Ukrajina    | 19:23     | Češka   | Wiener Stadthalle, Beč Gledatelji: 4 097 Suci: Santos, Fonseca Portugal |
| 14. siječnja 2020. 20:30 | Kozakevič 4 | (10:9)    | Babák 6 | Wiener Stadthalle, Beč Gledatelji: 4 097 Suci: Santos, Fonseca Portugal |
| 14. siječnja 2020. 20:30 | 5× 1×       | Izvještaj | 3× 1×   | Wiener Stadthalle, Beč Gledatelji: 4 097 Suci: Santos, Fonseca Portugal |

### Skupina C
|  | Plasman u drugi krug |
|  | Izbacivanje          |

|    | Reprezentacija | Bod. | Ut. | Pob. | N. | Por. | Pos. | Pri. | RP  |
| -- | -------------- | ---- | --- | ---- | -- | ---- | ---- | ---- | --- |
| 1. | Španjolska     | 6    | 3   | 3    | 0  | 0    | 102  | 73   | +29 |
| 2. | Njemačka       | 4    | 3   | 2    | 0  | 1    | 88   | 83   | +5  |
| 3. | Nizozemska     | 2    | 3   | 1    | 0  | 2    | 80   | 94   | -14 |
| 4. | Latvija        | 0    | 3   | 0    | 0  | 3    | 73   | 93   | -20 |

| 9. siječnja 2020. 18:15 | Njemačka             | 34:23     | Nizozemska | Trondhein Spektrum, Trondheim Gledatelji: 4 057 Suci: Bojan Lah, David Soh Slovenija |
| 9. siječnja 2020. 18:15 | Häfner, Kohlbacher 5 | (15:13)   | Smits 7    | Trondhein Spektrum, Trondheim Gledatelji: 4 057 Suci: Bojan Lah, David Soh Slovenija |
| 9. siječnja 2020. 18:15 | 5× 2× 1×             | Izvještaj | 4× 2×      | Trondhein Spektrum, Trondheim Gledatelji: 4 057 Suci: Bojan Lah, David Soh Slovenija |

| 9. siječnja 2020. 20:30 | Španjolska        | 33:22     | Latvija      | Trondheim Spektrum, Trondheim Gledatelji: 4 524 Suci: Jesper Madsen, Henrik Mortensen Danska |
| 9. siječnja 2020. 20:30 | Fernández Pérez 5 | (14:11)   | Krištopāns 7 | Trondheim Spektrum, Trondheim Gledatelji: 4 524 Suci: Jesper Madsen, Henrik Mortensen Danska |
| 9. siječnja 2020. 20:30 | 1× 2×             | Izvještaj | 5× 1×        | Trondheim Spektrum, Trondheim Gledatelji: 4 524 Suci: Jesper Madsen, Henrik Mortensen Danska |

| 11. siječnja 2020. 16:00 | Latvija      | 24:32     | Nizozemska | Trondheim Spektrum, Trondheim Gledatelji: 5 942 Baďura Ondogrecula Slovačka |
| 11. siječnja 2020. 16:00 | Krištopāns 7 | (10:16)   | Smits 7    | Trondheim Spektrum, Trondheim Gledatelji: 5 942 Baďura Ondogrecula Slovačka |
| 11. siječnja 2020. 16:00 | 3× 1×        | Izvještaj | 5× 1×      | Trondheim Spektrum, Trondheim Gledatelji: 5 942 Baďura Ondogrecula Slovačka |

| 11. siječnja 2020. 18:15 | Španjolska      | 33:26     | Njemačka  | Trondheim Spektrum, Trondheim Gledatelji: 6 558 Suci: Bruuner, Salah Švicarska |
| 11. siječnja 2020. 18:15 | A. Dujshebaev 7 | (14:11)   | Pekeler 5 | Trondheim Spektrum, Trondheim Gledatelji: 6 558 Suci: Bruuner, Salah Švicarska |
| 11. siječnja 2020. 18:15 | 4× 2×           | Izvještaj | 4× 2×     | Trondheim Spektrum, Trondheim Gledatelji: 6 558 Suci: Bruuner, Salah Švicarska |

| 13. siječnja 2020. 18:15 | Latvija      | 27:28     | Njemačka | Trondheim Spektrum, Trondheim Gledatelji: 3 540 Suci: Jónas Eliasson, Anton Palsson Island |
| 13. siječnja 2020. 18:15 | Krištopāns 7 | (11:16)   | Kühn 8   | Trondheim Spektrum, Trondheim Gledatelji: 3 540 Suci: Jónas Eliasson, Anton Palsson Island |
| 13. siječnja 2020. 18:15 | 6× 1×        | Izvještaj | 6× 2×    | Trondheim Spektrum, Trondheim Gledatelji: 3 540 Suci: Jónas Eliasson, Anton Palsson Island |

| 13. siječnja 2020. 20:30 | Nizozemska | 25:36     | Španjolska | Trondheim Spektrum, Trondheim Gledatelji: 3 809 Suci: Mažeika, Gatelis Litva |
| 13. siječnja 2020. 20:30 | Smits 8    | (13:17)   | Maqueda 6  | Trondheim Spektrum, Trondheim Gledatelji: 3 809 Suci: Mažeika, Gatelis Litva |
| 13. siječnja 2020. 20:30 | 8× 2×      | Izvještaj | 2×         | Trondheim Spektrum, Trondheim Gledatelji: 3 809 Suci: Mažeika, Gatelis Litva |

### Skupina D
|  | Plasman u drugi krug |
|  | Izbacivanje          |

|    | Reprezentacija      | Bod. | Ut. | Pob. | N. | Por. | Pos. | Pri. | RP  |
| -- | ------------------- | ---- | --- | ---- | -- | ---- | ---- | ---- | --- |
| 1. | Norveška            | 6    | 3   | 3    | 0  | 0    | 94   | 80   | +14 |
| 2. | Portugal            | 4    | 3   | 2    | 0  | 1    | 83   | 83   | 0   |
| 3. | Francuska           | 2    | 3   | 1    | 0  | 2    | 82   | 79   | +3  |
| 4. | Bosna i Hercegovina | 0    | 3   | 0    | 0  | 3    | 73   | 90   | -17 |

| 10. siječnja 2020. 18:15 | Francuska | 25:28     | Portugal     | Trondheim Spektrum, Trondheim Gledatelji: 7 507 Suci: Zigmārs Sondors, Renārs Līcis Latvija |
| 10. siječnja 2020. 18:15 | Mem 5     | (11:12)   | Branquinho 5 | Trondheim Spektrum, Trondheim Gledatelji: 7 507 Suci: Zigmārs Sondors, Renārs Līcis Latvija |
| 10. siječnja 2020. 18:15 | 3× 2×     | Izvještaj | 4× 1×        | Trondheim Spektrum, Trondheim Gledatelji: 7 507 Suci: Zigmārs Sondors, Renārs Līcis Latvija |

| 10. siječnja 2020. 20:30 | Norveška   | 32:26     | Bosna i Hercegovina | Trondheim Spektrum, Trondheim Gledatelji: 8 232 Suci: Schulze, Tönnies Njemačka |
| 10. siječnja 2020. 20:30 | Sagosen 12 | (17:12)   | Prce 7              | Trondheim Spektrum, Trondheim Gledatelji: 8 232 Suci: Schulze, Tönnies Njemačka |
| 10. siječnja 2020. 20:30 | 4× 1×      | Izvještaj | 6× 1×               | Trondheim Spektrum, Trondheim Gledatelji: 8 232 Suci: Schulze, Tönnies Njemačka |

| 12. siječnja 2020. 16:00 | Portugal   | 27:24     | Bosna i Hercegovina | Trondheim Spektrum, Trondheim Gledatelji: 7 936 Suci: Mažeika, Gatelis Litva |
| 12. siječnja 2020. 16:00 | Portela 10 | (12:11)   | Prce 5              | Trondheim Spektrum, Trondheim Gledatelji: 7 936 Suci: Mažeika, Gatelis Litva |
| 12. siječnja 2020. 16:00 | 3× 1×      | Izvještaj | 4× 2×               | Trondheim Spektrum, Trondheim Gledatelji: 7 936 Suci: Mažeika, Gatelis Litva |

| 12. siječnja 2020. 18:15 | Francuska  | 26:28     | Norveška   | Trondheim Spektrum, Trondheim Gledatelji: 8 932 Suci: Horáček, Novotný Češka |
| 12. siječnja 2020. 18:15 | Fabregas 8 | (15:14)   | Sagosen 10 | Trondheim Spektrum, Trondheim Gledatelji: 8 932 Suci: Horáček, Novotný Češka |
| 12. siječnja 2020. 18:15 | 5× 1×      | Izvještaj | 2× 3×      | Trondheim Spektrum, Trondheim Gledatelji: 8 932 Suci: Horáček, Novotný Češka |

| 14. siječnja 2020. 18:15 | Bosna i Hercegovina | 23:31     | Francuska | Trondheim Spektrum, Trondheim Gledatelji: 7 937 Suci: Jurinović, Mrvica Hrvatska |
| 14. siječnja 2020. 18:15 | Panić 9             | (13:14)   | Porte 7   | Trondheim Spektrum, Trondheim Gledatelji: 7 937 Suci: Jurinović, Mrvica Hrvatska |
| 14. siječnja 2020. 18:15 | 4×                  | Izvještaj | 2×        | Trondheim Spektrum, Trondheim Gledatelji: 7 937 Suci: Jurinović, Mrvica Hrvatska |

| 14. siječnja 2020. 20:30 | Portugal | 28:34     | Norveška | Trondheim Spektrum, Trondheim Gledatelji: 9 069 Suci: Baďura, Ondogrecula Slovačka |
| 14. siječnja 2020. 20:30 | Areia 5  | (14:16)   | Jøndal 7 | Trondheim Spektrum, Trondheim Gledatelji: 9 069 Suci: Baďura, Ondogrecula Slovačka |
| 14. siječnja 2020. 20:30 | 6× 2×    | Izvještaj | 5× 3×    | Trondheim Spektrum, Trondheim Gledatelji: 9 069 Suci: Baďura, Ondogrecula Slovačka |

### Skupina E
|  | Plasman u drugi krug |
|  | Izbacivanje          |

|    | Reprezentacija | Bod. | Ut. | Pob. | N. | Por. | Pos. | Pri. | RP  |
| -- | -------------- | ---- | --- | ---- | -- | ---- | ---- | ---- | --- |
| 1. | Mađarska       | 5    | 3   | 2    | 1  | 0    | 74   | 67   | +7  |
| 2. | Island         | 4    | 3   | 2    | 0  | 1    | 83   | 77   | +6  |
| 3. | Danska         | 3    | 3   | 1    | 1  | 1    | 85   | 83   | +2  |
| 4. | Rusija         | 0    | 3   | 0    | 0  | 3    | 76   | 91   | -15 |

| 11. siječnja 2020. 16:00 | Mađarska | 26:25     | Rusija     | Malmö Arena, Malmö Gledatelji: 9 202 Suci: Jurinović, Mrvica Hrvatska |
| 11. siječnja 2020. 16:00 | Balogh 7 | (14:13)   | Santalov 5 | Malmö Arena, Malmö Gledatelji: 9 202 Suci: Jurinović, Mrvica Hrvatska |
| 11. siječnja 2020. 16:00 | 3× 2×    | Izvještaj | 2×         | Malmö Arena, Malmö Gledatelji: 9 202 Suci: Jurinović, Mrvica Hrvatska |

| 11. siječnja 2020. 18:15 | Danska      | 30:31     | Island        | Malmö Arena, Malmö Gledatelji: 10 593 Suci: Pavičević, Ražnatović Crna Gora |
| 11. siječnja 2020. 18:15 | M. Hansen 9 | (15:15)   | Pálmarsson 10 | Malmö Arena, Malmö Gledatelji: 10 593 Suci: Pavičević, Ražnatović Crna Gora |
| 11. siječnja 2020. 18:15 | 3× 1×       | Izvještaj | 4× 2×         | Malmö Arena, Malmö Gledatelji: 10 593 Suci: Pavičević, Ražnatović Crna Gora |

| 13. siječnja 2020. 18:15 | Island             | 34:23     | Rusija    | Malmö Arena, Malmö Gledatelji: 7 099 Suci: Nachevski, Nikolov Sjeverna Makedonija |
| 13. siječnja 2020. 18:15 | "trojica igrača" 6 | (18:11)   | Kalaraš 6 | Malmö Arena, Malmö Gledatelji: 7 099 Suci: Nachevski, Nikolov Sjeverna Makedonija |
| 13. siječnja 2020. 18:15 | 4× 2×              | Izvještaj | 4× 3×     | Malmö Arena, Malmö Gledatelji: 7 099 Suci: Nachevski, Nikolov Sjeverna Makedonija |

| 13. siječnja 2020. 20:30 | Danska     | 24:24     | Mađarska | Malmö Arena, Malmö Gledatelji: 8 377 Suci: Zigmārs Sondors, Renārs Līcis Latvija |
| 13. siječnja 2020. 20:30 | Bramming 6 | (11:13)   | Balogh 7 | Malmö Arena, Malmö Gledatelji: 8 377 Suci: Zigmārs Sondors, Renārs Līcis Latvija |
| 13. siječnja 2020. 20:30 | 2× 3×      | Izvještaj | 4× 3×    | Malmö Arena, Malmö Gledatelji: 8 377 Suci: Zigmārs Sondors, Renārs Līcis Latvija |

| 15. siječnja 2020. 18:15 | Island                   | 18:24     | Mađarska  | Malmö Arena, Malmö Gledatelji: 7 587 Suci: Marin, Garcia Španjolska |
| 15. siječnja 2020. 18:15 | Pálmarsson, Sigurðsson 4 | (12:9)    | Bánhidi 8 | Malmö Arena, Malmö Gledatelji: 7 587 Suci: Marin, Garcia Španjolska |
| 15. siječnja 2020. 18:15 | 4× 1×                    | Izvještaj | 4× 2×     | Malmö Arena, Malmö Gledatelji: 7 587 Suci: Marin, Garcia Španjolska |

| 15. siječnja 2020. 20:30 | Rusija   | 28:31     | Danska      | Malmö Arena, Malmö Gledatelji: 8 987 Suci: Brkić, Jusufhodžić Austrija |
| 15. siječnja 2020. 20:30 | Soroka 6 | (15:12)   | M. Hansen 7 | Malmö Arena, Malmö Gledatelji: 8 987 Suci: Brkić, Jusufhodžić Austrija |
| 15. siječnja 2020. 20:30 | 3×       | Izvještaj | 2× 1×       | Malmö Arena, Malmö Gledatelji: 8 987 Suci: Brkić, Jusufhodžić Austrija |

### Skupina F
|  | Plasman u drugi krug |
|  | Izbacivanje          |

|    | Reprezentacija | Bod. | Ut. | Pob. | N. | Por. | Pos. | Pri. | RP  |
| -- | -------------- | ---- | --- | ---- | -- | ---- | ---- | ---- | --- |
| 1. | Slovenija      | 6    | 3   | 3    | 0  | 0    | 76   | 67   | +9  |
| 2. | Švedska        | 4    | 3   | 2    | 0  | 1    | 81   | 68   | +13 |
| 3. | Švicarska      | 2    | 3   | 1    | 0  | 2    | 77   | 87   | -10 |
| 4. | Poljska        | 0    | 3   | 0    | 0  | 3    | 73   | 85   | -13 |

| 10. siječnja 2020. 18:15 | Slovenija      | 26:23     | Poljska  | Scandinavium, Göteborg Gledatelji: 7 276 Suci: Horáček, Novotný Češka |
| 10. siječnja 2020. 18:15 | Blagottinšek 5 | (13:11)   | Moryto 8 | Scandinavium, Göteborg Gledatelji: 7 276 Suci: Horáček, Novotný Češka |
| 10. siječnja 2020. 18:15 | 5× 1×          | Izvještaj | 5×       | Scandinavium, Göteborg Gledatelji: 7 276 Suci: Horáček, Novotný Češka |

| 10. siječnja 2020. 20:30 | Švedska            | 34:21     | Švicarska | Scandinavium, Göteborg Gledatelji: 11 644 Suci: Marin, Garcia Španjolska |
| 10. siječnja 2020. 20:30 | "trojica igrača" 6 | (20:13)   | Schmid 4  | Scandinavium, Göteborg Gledatelji: 11 644 Suci: Marin, Garcia Španjolska |
| 10. siječnja 2020. 20:30 | 4×                 | Izvještaj | 1×        | Scandinavium, Göteborg Gledatelji: 11 644 Suci: Marin, Garcia Španjolska |

| 12. siječnja 2020. 16:00 | Švicarska | 31:24     | Poljska | Scandinavium, Göteborg Gledatelji: 8 061 Suci: Brkić, Jusufhodžić Austrija |
| 12. siječnja 2020. 16:00 | Schmid 15 | (14:12)   | Sićko 5 | Scandinavium, Göteborg Gledatelji: 8 061 Suci: Brkić, Jusufhodžić Austrija |
| 12. siječnja 2020. 16:00 | 5× 2×     | Izvještaj | 4× 2×   | Scandinavium, Göteborg Gledatelji: 8 061 Suci: Brkić, Jusufhodžić Austrija |

| 12. siječnja 2020. 18:15 | Švedska        | 19:21     | Slovenija | Scandinavium, Göteborg Gledatelji: 11 896 Suci: Schulze, Tönnies Njemačka |
| 12. siječnja 2020. 18:15 | Gottfridsson 5 | (9:10)    | Dolenec 7 | Scandinavium, Göteborg Gledatelji: 11 896 Suci: Schulze, Tönnies Njemačka |
| 12. siječnja 2020. 18:15 | 5× 1×          | Izvještaj | 3× 2×     | Scandinavium, Göteborg Gledatelji: 11 896 Suci: Schulze, Tönnies Njemačka |

| 14. siječnja 2020. 18:15 | Švicarska | 25:29     | Slovenija | Scandinavium, Göteborg Gledatelji: 6 731 Suci: Pavičević, Raznatović Crna Gora |
| 14. siječnja 2020. 18:15 | Schmid 8  | (10:16)   | Zarabec 6 | Scandinavium, Göteborg Gledatelji: 6 731 Suci: Pavičević, Raznatović Crna Gora |
| 14. siječnja 2020. 18:15 | 3× 2×     | Izvještaj | 2×        | Scandinavium, Göteborg Gledatelji: 6 731 Suci: Pavičević, Raznatović Crna Gora |

| 14. siječnja 2020. 20:30 | Poljska | 26:28     | Švedska           | Scandinavium, Göteborg Gledatelji: 11 061 Suci: Načevski, Nikolov Sjeverna Makedonija |
| 14. siječnja 2020. 20:30 | Sićko 8 | (13:14)   | "četiri igrača" 5 | Scandinavium, Göteborg Gledatelji: 11 061 Suci: Načevski, Nikolov Sjeverna Makedonija |
| 14. siječnja 2020. 20:30 | 3× 2×   | Izvještaj | 3× 2×             | Scandinavium, Göteborg Gledatelji: 11 061 Suci: Načevski, Nikolov Sjeverna Makedonija |

## Natjecanje po skupinama (drugi krug)

### Skupina I
|  | Polufinale        |
|  | Igra za 5. mjesto |
|  | Ispadanje         |

|    | Reprezentacija | Bod. | Ut. | Pob. | N. | Por. | Pos. | Pri. | PR  |
| -- | -------------- | ---- | --- | ---- | -- | ---- | ---- | ---- | --- |
| 1. | Španjolska     | 9    | 5   | 4    | 1  | 0    | 153  | 127  | +26 |
| 2. | Hrvatska       | 9    | 5   | 4    | 1  | 0    | 127  | 113  | +14 |
| 3. | Njemačka       | 6    | 5   | 3    | 0  | 2    | 141  | 125  | +16 |
| 4. | Austrija       | 3    | 5   | 1    | 1  | 3    | 139  | 156  | –17 |
| 5. | Bjelorusija    | 3    | 5   | 1    | 1  | 3    | 138  | 160  | –22 |
| 6. | Češka          | 0    | 5   | 0    | 0  | 5    | 122  | 139  | –17 |

| 16. siječnja 2020. 16:00 | Španjolska                       | 31:25     | Češka      | Wiener Stadthalle, Beč Gledatelji: 3 986 Suci: Arthur Brunner, Morad Salah Švicarska |
| 16. siječnja 2020. 16:00 | A. Dujshebaev, Fernández Pérez 5 | (14:9)    | Zdráhala 8 | Wiener Stadthalle, Beč Gledatelji: 3 986 Suci: Arthur Brunner, Morad Salah Švicarska |
| 16. siječnja 2020. 16:00 | 4× 1×                            | Izvještaj | 6× 2×      | Wiener Stadthalle, Beč Gledatelji: 3 986 Suci: Arthur Brunner, Morad Salah Švicarska |

| 16. siječnja 2020. 18:15 | Hrvatska | 27:23     | Austrija | Wiener Stadthalle, Beč Gledatelji: 8 217 Suci: Stevann Pichon, Laurent Revert Francuska |
| 16. siječnja 2020. 18:15 | Horvat 6 | (13:8)    | Weber 6  | Wiener Stadthalle, Beč Gledatelji: 8 217 Suci: Stevann Pichon, Laurent Revert Francuska |
| 16. siječnja 2020. 18:15 | 1×       | Izvještaj | 5× 1×    | Wiener Stadthalle, Beč Gledatelji: 8 217 Suci: Stevann Pichon, Laurent Revert Francuska |

| 16. siječnja 2020. 20:30 | Bjelorusija | 23:31     | Njemačka    | Wiener Stadthalle, Beč Gledatelji: 5 267 Suci: Mirza Kurtagić, Mattias Wetterwik Švedska |
| 16. siječnja 2020. 20:30 | Kulesh 6    | (11:18)   | Kastening 6 | Wiener Stadthalle, Beč Gledatelji: 5 267 Suci: Mirza Kurtagić, Mattias Wetterwik Švedska |
| 16. siječnja 2020. 20:30 | 4× 1×       | Izvještaj | 5× 1×       | Wiener Stadthalle, Beč Gledatelji: 5 267 Suci: Mirza Kurtagić, Mattias Wetterwik Švedska |

| 18. siječnja 2020. 16:00 | Bjelorusija | 28:25     | Češka      | Wiener Stadthalle, Beč Gledatelji: 6 007 Suci: Vaidas Mažeika, Mindaugas Gatelis Litva |
| 18. siječnja 2020. 16:00 | Vailupau 6  | (13:11)   | Zdráhala 7 | Wiener Stadthalle, Beč Gledatelji: 6 007 Suci: Vaidas Mažeika, Mindaugas Gatelis Litva |
| 18. siječnja 2020. 16:00 | 5× 2×       | Izvještaj | 6× 1×      | Wiener Stadthalle, Beč Gledatelji: 6 007 Suci: Vaidas Mažeika, Mindaugas Gatelis Litva |

| 18. siječnja 2020. 18:15 | Španjolska | 30:26     | Austrija  | Wiener Stadthalle, Beč Gledatelji: 9 232 Suci: Martin Gjeding, Mads Hansen Danska |
| 18. siječnja 2020. 18:15 | Maqueda 6  | (17:16)   | Božović 5 | Wiener Stadthalle, Beč Gledatelji: 9 232 Suci: Martin Gjeding, Mads Hansen Danska |
| 18. siječnja 2020. 18:15 | 3×         | Izvještaj | 2× 1×     | Wiener Stadthalle, Beč Gledatelji: 9 232 Suci: Martin Gjeding, Mads Hansen Danska |

| 18. siječnja 2020. 20:30 | Hrvatska  | 25:24     | Njemačka          | Wiener Stadthalle, Beč Gledatelji: 9 307 Suci: Duarte Santos, Ricardo Fonseca Portugal |
| 18. siječnja 2020. 20:30 | Karačić 7 | (11:14)   | "četiri igrača" 4 | Wiener Stadthalle, Beč Gledatelji: 9 307 Suci: Duarte Santos, Ricardo Fonseca Portugal |
| 18. siječnja 2020. 20:30 | 4× 2×     | Izvještaj | 8× 2×             | Wiener Stadthalle, Beč Gledatelji: 9 307 Suci: Duarte Santos, Ricardo Fonseca Portugal |

| 20. siječnja 2020. 16:00 | Hrvatska | 22:21     | Češka      | Wiener Stadthalle, Beč Gledatelji: 6 862 Suci: Mirza Kurtagić, Mattias Wetterwik Švedska |
| 20. siječnja 2020. 16:00 | Mamić 5  | (11:9)    | Zdráhala 7 | Wiener Stadthalle, Beč Gledatelji: 6 862 Suci: Mirza Kurtagić, Mattias Wetterwik Švedska |
| 20. siječnja 2020. 16:00 | 4× 1×    | Izvještaj | 3× 1×      | Wiener Stadthalle, Beč Gledatelji: 6 862 Suci: Mirza Kurtagić, Mattias Wetterwik Švedska |

| 20. siječnja 2020. 18:15 | Bjelorusija | 28:37     | Španjolska | Wiener Stadthalle, Beč Gledatelji: 6 149 Suci: Duarte Santos, Ricardo Fonseca Portugal |
| 20. siječnja 2020. 18:15 | (16:17)     |           |            | Wiener Stadthalle, Beč Gledatelji: 6 149 Suci: Duarte Santos, Ricardo Fonseca Portugal |
| 20. siječnja 2020. 18:15 | 5× 1×       | Izvještaj | 3× 1×      | Wiener Stadthalle, Beč Gledatelji: 6 149 Suci: Duarte Santos, Ricardo Fonseca Portugal |

| 20. siječnja 2020. 20:30 | Austrija | 22:34     | Njemačka    | Wiener Stadthalle, Beč Gledatelji: 9 037 Suci: Slave Načevski, Đorđi Nikolov Sjeverna Makedonija |
| 20. siječnja 2020. 20:30 | Bilyk 5  | (13:16)   | Kastening 6 | Wiener Stadthalle, Beč Gledatelji: 9 037 Suci: Slave Načevski, Đorđi Nikolov Sjeverna Makedonija |
| 20. siječnja 2020. 20:30 | 4× 2×    | Izvještaj | 2×          | Wiener Stadthalle, Beč Gledatelji: 9 037 Suci: Slave Načevski, Đorđi Nikolov Sjeverna Makedonija |

| 22. siječnja 2020. 16:00 | Hrvatska   | 22:22     | Španjolska     | Wiener Stadthalle Beč Gledatelji: 7 891 Suci: Mažeika, Gatelis Litva |
| 22. siječnja 2020. 16:00 | Karačić 10 | (11:12)   | A. Dušhebaev 6 | Wiener Stadthalle Beč Gledatelji: 7 891 Suci: Mažeika, Gatelis Litva |
| 22. siječnja 2020. 16:00 | 4×         | Izvještaj | 5×             | Wiener Stadthalle Beč Gledatelji: 7 891 Suci: Mažeika, Gatelis Litva |

| 22. siječnja 2020. 18:15 | Bjelorusija | 36:36     | Austrija | Wiener Stadthalle Beč Gledatelji: 6 897 Suci: Brunner, Salah Švicarska |
| 22. siječnja 2020. 18:15 | Vailupau 12 | (19:17)   | Bilyk 7  | Wiener Stadthalle Beč Gledatelji: 6 897 Suci: Brunner, Salah Švicarska |
| 22. siječnja 2020. 18:15 | 3×          | Izvještaj | 4× 1×    | Wiener Stadthalle Beč Gledatelji: 6 897 Suci: Brunner, Salah Švicarska |

| 22. siječnja 2020. 20:30 | Češka   | 22:26     | Njemačka | Wiener Stadthalle Beč Gledatelji: 5 000 Suci: Pavićević, Ražnatović Crna Gora |
| 22. siječnja 2020. 20:30 | Babák 5 | (10:13)   | Weber 5  | Wiener Stadthalle Beč Gledatelji: 5 000 Suci: Pavićević, Ražnatović Crna Gora |
| 22. siječnja 2020. 20:30 | 8×      | Izvještaj | 6× 1×    | Wiener Stadthalle Beč Gledatelji: 5 000 Suci: Pavićević, Ražnatović Crna Gora |

### Skupina II
|  | Polufinale        |
|  | Igra za 5. mjesto |
|  | Ispadanje         |

|    | Reprezentacija | Bod. | Ut. | Pob. | N. | Por. | Pos. | Pri. | PR  |
| -- | -------------- | ---- | --- | ---- | -- | ---- | ---- | ---- | --- |
| 1. | Norveška       | 10   | 5   | 5    | 0  | 0    | 157  | 135  | +22 |
| 2. | Slovenija      | 6    | 5   | 3    | 0  | 2    | 138  | 132  | +6  |
| 3. | Portugal       | 4    | 5   | 2    | 0  | 3    | 146  | 142  | +4  |
| 4. | Švedska        | 4    | 5   | 2    | 0  | 3    | 120  | 122  | –2  |
| 5. | Mađarska       | 4    | 5   | 2    | 0  | 3    | 126  | 140  | –14 |
| 6. | Island         | 2    | 5   | 1    | 0  | 4    | 126  | 142  | –16 |

| 17. siječnja 2020. 16:00 | Slovenija | 30:27     | Island    | Malmö Arena, Malmö Gledatelji: 6 026 Suci: Đorđi Načevski, Slave Nikolov Sjeverna Makedonija |
| 17. siječnja 2020. 16:00 | Bombač 9  | (15:14)   | Elísson 6 | Malmö Arena, Malmö Gledatelji: 6 026 Suci: Đorđi Načevski, Slave Nikolov Sjeverna Makedonija |
| 17. siječnja 2020. 16:00 | 4× 1×     | Izvještaj | 4× 2×     | Malmö Arena, Malmö Gledatelji: 6 026 Suci: Đorđi Načevski, Slave Nikolov Sjeverna Makedonija |

| 17. siječnja 2020. 18:15 | Norveška  | 36:29     | Mađarska          | Malmö Arena, Malmö Gledatelji: 8 078 Suci: Ivan Pavićević, Miloš Ražnatović Crna Gora |
| 17. siječnja 2020. 18:15 | Sagosen 7 | (20:12)   | Ligetvári, Nagy 5 | Malmö Arena, Malmö Gledatelji: 8 078 Suci: Ivan Pavićević, Miloš Ražnatović Crna Gora |
| 17. siječnja 2020. 18:15 | 4× 3×     | Izvještaj | 4× 3× 1×          | Malmö Arena, Malmö Gledatelji: 8 078 Suci: Ivan Pavićević, Miloš Ražnatović Crna Gora |

| 17. siječnja 2020. 20:30 | Portugal     | 35:25     | Švedska               | Malmö Arena, Malmö Gledatelji: 10 135 Suci: Matija Gubica, Boris Milošević Hrvatska |
| 17. siječnja 2020. 20:30 | tri igrača 6 | (15:12)   | Nilsson, Pettersson 4 | Malmö Arena, Malmö Gledatelji: 10 135 Suci: Matija Gubica, Boris Milošević Hrvatska |
| 17. siječnja 2020. 20:30 | 5× 1×        | Izvještaj | 2× 1×                 | Malmö Arena, Malmö Gledatelji: 10 135 Suci: Matija Gubica, Boris Milošević Hrvatska |

| 19. siječnja 2020. 14:00 | Portugal         | 25:28     | Island     | Malmö Arena, Malmö Gledatelji: 6,199 Suci: Horaček, Novotny Češka |
| 19. siječnja 2020. 14:00 | Areia, Martins 4 | (12:14)   | Smarason 8 | Malmö Arena, Malmö Gledatelji: 6,199 Suci: Horaček, Novotny Češka |
| 19. siječnja 2020. 14:00 | 4× 2×            | Izvještaj | 4× 3×      | Malmö Arena, Malmö Gledatelji: 6,199 Suci: Horaček, Novotny Češka |

| 19. siječnja 2020. 16:15 | Slovenija | 28:29     | Mađarska  | Malmö Arena, Malmö Gledatelji: 8,304 Suci: Raluy, Sabroso Španjolska |
| 19. siječnja 2020. 16:15 | Dolenec 8 | (16:13)   | Banhidi 9 | Malmö Arena, Malmö Gledatelji: 8,304 Suci: Raluy, Sabroso Španjolska |
| 19. siječnja 2020. 16:15 | 5× 2×     | Izvještaj | 5× 2×     | Malmö Arena, Malmö Gledatelji: 8,304 Suci: Raluy, Sabroso Španjolska |

| 19. siječnja 2020. 18:30 | Norveška  | 23:20     | Švedska  | Malmö Arena, Malmö Gledatelji: 10 141 Suci: Geipel, Helbig Njemačka |
| 19. siječnja 2020. 18:30 | Sagosen 8 | (12:8)    | Pellas 5 | Malmö Arena, Malmö Gledatelji: 10 141 Suci: Geipel, Helbig Njemačka |
| 19. siječnja 2020. 18:30 | 5× 2×     | Izvještaj | 1× 2×    | Malmö Arena, Malmö Gledatelji: 10 141 Suci: Geipel, Helbig Njemačka |

| 21. siječnja 2020. 16:00 | Portugal | 24:29     | Slovenija | Malmö Arena, Malmö Gledatelji: 3 001 Suci: Gjeding, Hansen Danska |
| 21. siječnja 2020. 16:00 | Gomes 6  | (15:14)   | Janc 7    | Malmö Arena, Malmö Gledatelji: 3 001 Suci: Gjeding, Hansen Danska |
| 21. siječnja 2020. 16:00 | 5× 1×    | Izvještaj | 4× 2×     | Malmö Arena, Malmö Gledatelji: 3 001 Suci: Gjeding, Hansen Danska |

| 21. siječnja 2020. 18:15 | Norveška  | 31:28     | Island        | Malmö Arena, Malmö Gledatelji: 4 725 Suci: Raluy, Sabroso Španjolska |
| 21. siječnja 2020. 18:15 | Sagosen 9 | (19:12)   | Guðmundsson 6 | Malmö Arena, Malmö Gledatelji: 4 725 Suci: Raluy, Sabroso Španjolska |
| 21. siječnja 2020. 18:15 | 6× 2×     | Izvještaj | 4× 1×         | Malmö Arena, Malmö Gledatelji: 4 725 Suci: Raluy, Sabroso Španjolska |

| 21. siječnja 2020. 20:30 | Mađarska | 18:24     | Švedska                | Malmö Arena, Malmö Gledatelji: 6 977 Suci: Horáček, Novotný Češka |
| 21. siječnja 2020. 20:30 | Szita 4  | (9:10)    | Gottfridsson, Pellas 5 | Malmö Arena, Malmö Gledatelji: 6 977 Suci: Horáček, Novotný Češka |
| 21. siječnja 2020. 20:30 | 3×       | Izvještaj | 1×                     | Malmö Arena, Malmö Gledatelji: 6 977 Suci: Horáček, Novotný Češka |

| 22. siječnja 2020. 16:00 | Portugal  | 34:26     | Mađarska          | Malmö Arena Malmö Gledatelji: 2 930 Suci: Geipel, Helbig Njemačka |
| 22. siječnja 2020. 16:00 | Moreira 7 | (16:14)   | Balogh, Bánhidi 5 | Malmö Arena Malmö Gledatelji: 2 930 Suci: Geipel, Helbig Njemačka |
| 22. siječnja 2020. 16:00 | 3×        | Izvještaj | 2×                | Malmö Arena Malmö Gledatelji: 2 930 Suci: Geipel, Helbig Njemačka |

| 22. siječnja 2020. 18:15 | Norveška    | 33:30     | Slovenija       | Malmö Arena Malmö Gledatelji: 4 824 Suci: Pichon, Revert Francuska |
| 22. siječnja 2020. 18:15 | Gulliksen 7 | (14:13)   | Cehte, Kodrin 5 | Malmö Arena Malmö Gledatelji: 4 824 Suci: Pichon, Revert Francuska |
| 22. siječnja 2020. 18:15 | 3× 1×       | Izvještaj | 3× 1×           | Malmö Arena Malmö Gledatelji: 4 824 Suci: Pichon, Revert Francuska |

| 22. siječnja 2020. 20:30 | Island                  | 25:32     | Švedska   | Malmö Arena Malmö Gledatelji: 7 153 Suci: Gubica, Milošević Hrvatska |
| 22. siječnja 2020. 20:30 | Elísson, Kristjánsson 5 | (11:38)   | Nilsson 7 | Malmö Arena Malmö Gledatelji: 7 153 Suci: Gubica, Milošević Hrvatska |
| 22. siječnja 2020. 20:30 | 2×                      | Izvještaj | 4× 1×     | Malmö Arena Malmö Gledatelji: 7 153 Suci: Gubica, Milošević Hrvatska |

## Završnica
|  | Polufinale | Polufinale |    |           | Finale       | Finale |
|  |            |            |    |           |              |        |
|  |            |            |    |           |              |        |
|  | Norveška   | 28         |    |           |              |        |
|  | Hrvatska   | 29         |    |           |              |        |
|  |            |            |    |           |              |        |
|  |            |            |    |           |              |        |
|  |            |            |    |           | Hrvatska     | 20     |
|  |            | Španjolska | 22 |           |              |        |
|  |            |            |    |           |              |        |
|  |            |            |    |           |              |        |
|  |            |            |    |           | Treće mjesto |        |
|  |            |            |    |           |              |        |
|  | Španjolska | 34         |    | Slovenija | 20           |        |
|  | Slovenija  | 32         |    |           | Norveška     | 28     |

### Poluzavršnica
| 24. siječnja 2020. 18:00 | Norveška   | 28:29     | Hrvatska  | Tele2 Arena, Stockholm Gledatelji: 16 573 Suci: Raluy, Sabroso Španjolska |
| 24. siječnja 2020. 18:00 | Sagosen 10 | (10:12)   | Duvnjak 8 | Tele2 Arena, Stockholm Gledatelji: 16 573 Suci: Raluy, Sabroso Španjolska |
| 24. siječnja 2020. 18:00 | 4× 3×      | Izvještaj | 6× 2×     | Tele2 Arena, Stockholm Gledatelji: 16 573 Suci: Raluy, Sabroso Španjolska |

| 24. siječnja 2020. 20:30 | Španjolska     | 34:32     | Slovenija | Tele2 Arena, Stockholm Gledatelji: 16 573 Suci: Horáček, Novotný Češka |
| 24. siječnja 2020. 20:30 | "tri igrača" 6 | (20:15)   | Dolenec 7 | Tele2 Arena, Stockholm Gledatelji: 16 573 Suci: Horáček, Novotný Češka |
| 24. siječnja 2020. 20:30 | 3×             | Izvještaj | 4×        | Tele2 Arena, Stockholm Gledatelji: 16 573 Suci: Horáček, Novotný Češka |

### Utakmica za 5. mjesto
| 25. siječnja 2020. 16:00 | Njemačka | 29:27     | Portugal         | Tele2 Arena, Stockholm Gledatelji: 7 710 Suci: Kurtagić, Wetterwik Švedska |
| 25. siječnja 2020. 16:00 | Kühn 6   | (14:13)   | Borges, Ferraz 4 | Tele2 Arena, Stockholm Gledatelji: 7 710 Suci: Kurtagić, Wetterwik Švedska |
| 25. siječnja 2020. 16:00 | 3× 1×    | Izvještaj | 4× 1×            | Tele2 Arena, Stockholm Gledatelji: 7 710 Suci: Kurtagić, Wetterwik Švedska |

### Utakmica za 3. mjesto
| 25. siječnja 2020. 18:30 | Slovenija | 20:28     | Norveška | Tele2 Arena, Stockholm Gledatelji: 13 094 Suci: Geipel, Helbig Njemačka |
| 25. siječnja 2020. 18:30 | Bombač 5  | (9:12)    | Jøndal 7 | Tele2 Arena, Stockholm Gledatelji: 13 094 Suci: Geipel, Helbig Njemačka |
| 25. siječnja 2020. 18:30 | 4× 3×     | Izvještaj | 5× 1×    | Tele2 Arena, Stockholm Gledatelji: 13 094 Suci: Geipel, Helbig Njemačka |

### Utakmica za 1. mjesto
| 26. siječnja 2020. 16:30 | Španjolska | 22:20   | Hrvatska  | Tele2 Arena, Stockholm Gledatelji: 17 179 |
| 26. siječnja 2020. 16:30 | Gómez 5    | (12:11) | Duvnjak 5 | Tele2 Arena, Stockholm Gledatelji: 17 179 |
| 26. siječnja 2020. 16:30 | 2×         |         | 2×        | Tele2 Arena, Stockholm Gledatelji: 17 179 |

### Konačni plasman
| Pozicija | Momčad              | Napomena                    |
| -------- | ------------------- | --------------------------- |
| .        | Španjolska          | izravan plasman na SP 2021. |
| .        | Hrvatska            | izravan plasman na SP 2021. |
| .        | Norveška            | domaćin                     |
| 4.       | Slovenija           |                             |
| 5.       | Njemačka            |                             |
| 6.       | Portugal            |                             |
| 7.       | Švedska             | domaćin                     |
| 8.       | Austrija            | domaćin                     |
| 9.       | Mađarska            |                             |
| 10.      | Bjelorusija         |                             |
| 11.      | Island              |                             |
| 12.      | Češka               |                             |
| 13.      | Danska              | svjetski prvaci 2019.       |
| 14.      | Francuska           |                             |
| 15.      | Sjeverna Makedonija |                             |
| 16.      | Švicarska           |                             |
| 17.      | Nizozemska          |                             |
| 18.      | Crna Gora           |                             |
| 19.      | Ukrajina            |                             |
| 20.      | Srbija              |                             |
| 21.      | Poljska             |                             |
| 22.      | Rusija              |                             |
| 23.      | Bosna i Hercegovina |                             |
| 24.      | Latvija             |                             |